# Ministry
Ministry, er et amerikansk industrial metalband, dannet 1981 Al Jourgensen er frontfigur og det eneste faste medlem. Bandet begyndte kortvarigt i Synthpop-stil, men skiftede i slutningen af firserne til en tung, metallisk industrial-stil, der er beslægtet med Laibach og senere Rammstein, men mere dyster end begge.
Det store gennembrud kom med albummet ΚΕΦΑΛΗΞΘ (også kendt under titlen Psalm 69) i 1992.
Teksterne er stærkt kritiske over for det mere konservative og religiøse USA og siden George W. Bush blev præsident, var han den foretrukne prügelknabe, der også indgik i deres sceneshows.
I 2008 opløste Al Jourgensen bandet, men samlede bandet igen i 2011 hvor bandet ville spille på Wacken Open Air i tyskland. Et nyt album Relapse blev udgivet den 26. marts, 2012. Det næste album kom ud i 2014 og hed "From Beer To Eternity". Mike Scaccia var med til at indspille guitarerne, men han døde kort før albummet blev udgivet.

## Diskografi
Studiealbums
- With Sympathy (1983)
- Twitch (1986)
- The Land of Rape and Honey (1988)
- The Mind Is a Terrible Thing to Taste (1989)
- Psalm 69: The Way to Succeed and the Way to Suck Eggs (1992)
- Filth Pig (1996)
- Dark Side of the Spoon (1999)
- Animositisomina (2003)
- Houses of the Molé (2004)
- Rio Grande Blood (2006)
- The Last Sucker (2007)
- Relapse (2012)
- From Beer to Eternity (2013)
- AmeriKKKant (2018)
- Moral Hygiene (2021)
- Hopiumforthemasses (2024)